# Заґроби-Лентовниця
Заґроби-Лентовниця (пол. Zagroby-Łętownica) — село в Польщі, у гміні Замбрув Замбровського повіту Підляського воєводства.
Населення — 129 осіб (2011).
У 1975-1998 роках село належало до Ломжинського воєводства.

## Демографія
Демографічна структура станом на 31 березня 2011 року:
|          | Загалом | Допрацездатний вік | Працездатний вік | Постпрацездатний вік |
| -------- | ------- | ------------------ | ---------------- | -------------------- |
| Чоловіки | 69      | 26                 | 32               | 11                   |
| Жінки    | 60      | 16                 | 27               | 17                   |
| Разом    | 129     | 42                 | 59               | 28                   |